# Attentato all'ambasciata degli Stati Uniti di Beirut
L'attentato all'ambasciata degli Stati Uniti di Beirut del 18 aprile 1983 è stato un attentato suicida a Beirut, in Libano, che ha ucciso 32 libanesi, 17 statunitensi e 14 visitatori e passanti. Le vittime erano per quasi tutte membri dello staff dell'ambasciata e della CIA, ma includevano anche diversi soldati statunitensi e una guardia di sicurezza della marina degli Stati Uniti. Fino a quel momento era l'attacco più mortale a una missione diplomatica degli Stati Uniti ed era considerato l'inizio degli attacchi islamisti contro obiettivi statunitensi.
L'attacco è avvenuto dopo l'inizio dell'intervento della forza multinazionale nella guerra civile in Libano da parte degli Stati Uniti e di altri paesi occidentali, che hanno cercato di instaurare l'autorità del presidente Amin Gemayel.

## L'attentato
L'autobomba è stata fatta esplodere da un attentatore suicida alla guida di un furgone pieno di circa 910 kg di esplosivi alle ore 13:00 circa (UTC+3). Il furgone, originariamente venduto in Texas, venne acquistato usato e spedito nel Golfo, ottenne l'accesso al complesso dell'ambasciata e parcheggiò sotto il portico nella parte anteriore dell'edificio, dove esplose. Il resoconto dell'ex agente della CIA Robert Baer è che il furgone ha sfondato un edificio annesso, si è schiantato attraverso la porta dell'atrio ed è esploso lì. L'esplosione ha fatto crollare l'intera facciata centrale dell'edificio a forma di ferro di cavallo, lasciando i rottami di balconi e uffici in cumuli di macerie e frammenti di muratura, metallo e vetro in un'ampia fascia dell'edificio. L'esplosione è stata udita in tutta la zona ovest di Beirut e ha rotto le finestre fino a un 1,5 km di distanza. I soccorritori hanno lavorato 24 ore su 24, portando alla luce i morti e i feriti.
Robert S. Dillon, allora ambasciatore in Libano, ha raccontato l'attacco:
Mentre giacevo sul pavimento sulla schiena, il muro di mattoni dietro la mia scrivania è esploso. Tutto sembrava accadere al rallentatore. Il muro è caduto sulle mie gambe; Non li sentivo. Pensavo fossero spariti. L'ufficio si riempì di fumo, polvere e gas lacrimogeni. Quello che è successo è stato che l'esplosione prima è esplosa nella finestra e poi ha attraversato un condotto d'aria dal primo piano fino dietro la mia scrivania. Avevamo i lacrimogeni al primo piano. L'esplosione li mise in moto in modo che il flusso d'aria che saliva attraverso il pozzo portò con sé il gas lacrimogeno e fece crollare il muro.
Non sapevamo cosa fosse successo. La scala centrale era scomparsa, ma l'edificio aveva un'altra scala, che usavamo per scendere, facendoci strada tra le macerie. Siamo rimasti sbalorditi nel vedere i danni sotto di noi. Non mi rendevo conto che l'intera baia dell'edificio sotto il mio ufficio era stata distrutta. Non l'avevo ancora capito. Ricordo di aver ipotizzato che alcune persone fossero state senza dubbio ferite. Mentre scendevamo, abbiamo visto persone ferite. Tutti avevano questo buffo aspetto bianco perché erano tutti ricoperti di polvere. Stavano barcollando.
Siamo arrivati al secondo piano, ancora non pienamente consapevoli di quanto fosse grave, anche se ho riconosciuto che erano stati fatti gravi danni. Ad ogni secondo, l'entità dell'esplosione diventava più chiara. Ho visto Marylee MacIntyre in piedi; non poteva vedere perché aveva la faccia tagliata e gli occhi pieni di sangue. L'ho presa in braccio, l'ho portata a una finestra e l'ho data a qualcuno. Un minuto dopo, qualcuno venne da me e disse che Bill MacIntyre era morto; aveva appena visto il corpo. Quella fu la prima volta che mi resi conto che delle persone erano state uccise. Non sapevo quanti, ma ho iniziato a capire quanto fosse stata grave l'esplosione»

## Vittime

Il presidente degli Stati Uniti Ronald Reagan e la first lady Nancy Reagan onorano le vittime dell'ambasciata di Beirut.

Nell'attentato sono morte 63 persone: 32 dipendenti libanesi, 17 americani e 14 visitatori e passanti. Degli americani uccisi, otto lavoravano per la CIA, tra cui il principale analista per Medio Oriente della CIA e direttore per il Vicino Oriente, Robert Ames, il capo della base Kenneth Haas, James Lewis e la maggior parte dello staff di Beirut della CIA. Le altre vittime includevano William R. McIntyre, vicedirettore dell'Agenzia degli Stati Uniti per lo Sviluppo Internazionale, due dei suoi aiutanti e quattro militari statunitensi. Anche Janet Lee Stevens, giornalista americana, sostenitrice dei diritti umani e studiosa di letteratura araba, era tra i morti. Le vittime libanesi includevano impiegati presso l'ambasciata, richiedenti il visto in attesa in fila e automobilisti e pedoni nelle vicinanze. Altre 120 persone circa sono rimaste ferite nell'attentato.

## Reazioni
Il presidente degli Stati Uniti Ronald Reagan il 18 aprile ha denunciato il "feroce attentato terroristico" come un "atto vigliacco", dicendo: "Questo atto criminale su un'istituzione diplomatico non ci scoraggerà dai nostri obiettivi di pace nella regione". Due inviati, Philip C. Habib e Morris Draper, hanno continuato la loro missione di pace a Beirut per discutere il ritiro delle truppe libanesi con un rinnovato senso di urgenza.
Il giorno successivo, l'ambasciatore Robert Dillon, che era scampato per un soffio ai danni causati dai bombardamenti, ha detto: "Fondamentale tra gli affari essenziali è il nostro lavoro per il ritiro di tutte le forze straniere dal Libano". È solo assicurando il controllo del governo libanese sul paese "che terribili tragedie come quella che abbiamo vissuto ieri possono essere evitate in futuro".
Il 18 aprile il presidente del Libano, Amine Gemayel, ha telegrafato al presidente Reagan, dicendo: "Il popolo libanese e io esprimiamo le nostre più sentite condoglianze alle famiglie delle vittime statunitensi. La croce della pace è il peso dei coraggiosi". Nel frattempo, il Libano ha chiesto a Stati Uniti, Francia e Italia di raddoppiare le dimensioni della forza di pace. Al 16 marzo, contava circa 4.800 truppe, tra cui circa 1.200 marines americani, 1.400 soldati italiani, 2.100 paracadutisti francesi e 100 soldati britannici.
L'Iran ha negato qualsiasi ruolo nell'attacco. Il ministro degli Esteri, Ali Akbar Velayati, ha dichiarato: "Neghiamo qualsiasi coinvolgimento e pensiamo che questa accusa sia un altro complotto di propaganda contro di noi".
Il 19 aprile, il primo ministro israeliano Menachem Begin ha inviato al presidente Reagan un messaggio di cordoglio per l'attentato all'ambasciata. "Scrivo in nome di Israele quando ti esprimo il mio profondo shock per il terribile oltraggio che ieri ha provocato la morte di così tante ambasciate americane a Beirut." Il ministro della difesa Moshe Arens, è stato citato dalla radio israeliana che ha detto al governo che l'attacco "ha giustificato le richieste di Israele di accordi di sicurezza in Libano". Il ministro israeliano Yitzhak Shamir ha definito l'attentato all'ambasciata "scioccante" ma ha aggiunto che "in Libano non c'è nulla di sorprendente. Penso che la lezione sia semplice e comprensibile. I problemi di sicurezza in Libano sono ancora molto gravi e le organizzazioni terroristiche continueranno ad operare lì, a volte con grande successo".

### Reazioni negli Stati Uniti
Il 19 aprile la commissione per gli affari esteri della Camera dei rappresentanti ha votato per approvare 251 milioni di dollari in aiuti economici e militari aggiuntivi per il Libano, come richiesto dall'amministrazione. Ma ha allegato un emendamento al disegno di legge che costringeva la Casa Bianca a chiedere l'approvazione per qualsiasi ruolo militare aggiuntivo degli Stati Uniti.
La commissione per le relazioni estere del Senato ha seguito l'esempio del 20 aprile, approvando la richiesta di aiuto ma allegando un emendamento che richiedeva al presidente di ottenere l'autorizzazione del Congresso per "qualsiasi espansione sostanziale nel numero o nel ruolo delle forze armate statunitensi in Libano o per la creazione di un nuovo, ha ampliato o esteso la forza multinazionale di mantenimento della pace in Libano". Se il Congresso non ha agito congiuntamente su tale richiesta entro 60 giorni, tuttavia, l'aumento avrebbe allora effetto automaticamente.
L'emendamento del Senato è stato sponsorizzato come compromesso dal presidente della commissione, il repubblicano Charles H. Percy dell'Illinois. Ha impedito una mossa da parte del democratico di rango del comitato, Claiborne Pell del Rhode Island, per estendere la risoluzione sui poteri di guerra del 1973 al Libano. Il 20 aprile Pell ha dichiarato che avrebbe avuto i voti per applicare la risoluzione ai marines statunitensi in Libano. La legge limitava l'impegno presidenziale delle truppe in situazioni ostili a un massimo di 90 giorni a meno che il Congresso non approvasse specificamente il loro uso.
Il vice sottosegretario di Stato Kenneth W. Dam, in una lettera al comitato, aveva litigato con forza contro l'uso della risoluzione sui poteri di guerra. Dam ha detto che "equivarrebbe a una constatazione pubblica che le forze statunitensi saranno esposte a un rischio imminente di coinvolgimento nelle ostilità", che "potrebbe dare un'impressione pubblica completamente sbagliata" delle aspettative degli Stati Uniti per il futuro del Libano. Diversi influenti membri del Congresso avevano sollecitato la fine del ruolo militare degli Stati Uniti in Libano. Dopo l'attentato all'ambasciata, il 19 aprile, il senatore repubblicano Barry Goldwater dell'Arizona disse: "Penso che sia giunto il momento di portare i ragazzi a casa".

## Colpevoli
Il gruppo terroristico filo-iraniano Organizzazione Jihad islamica si è assunto la responsabilità dell'attentato in una telefonata a un ufficio stampa subito dopo l'esplosione. Il chiamante anonimo disse: "Questo fa parte della campagna della Rivoluzione iraniana contro obiettivi imperialisti in tutto il mondo. Continueremo a colpire qualsiasi presenza crociata in Libano, comprese le forze internazionali". Il gruppo si era precedentemente assunto la responsabilità di una granata attacco in cui sono stati feriti cinque membri statunitensi della forza internazionale di mantenimento della pace.
Il giudice John Bates della Corte distrettuale degli Stati Uniti a Washington, l'8 settembre 2003, ha stabilito che il risarcimento di 123 milioni di dollari a 29 vittime americane e familiari di americani uccisi nell'attentano. Il 30 maggio 2003, il giudice Royce Lamberth della Corte distrettuale degli Stati Uniti a Washington ha stabilito che l'attentato è stato effettuato dal gruppo militante Hezbollah con l'approvazione e il finanziamento di alti funzionari iraniani, aprendo la strada alle vittime per chiedere i danni. L'Iran non era presente in tribunale per sfidare i testimoni né per presentare le proprie prove.